# Policía de Sri Lanka
El Servicio de Policía de Sri Lanka (conocido como la Policía de Sri Lanka) (Sinhala: ශ්‍රී ලංකා පොලිස් සේවය Sri Lanka Polis Sevaya) es el civil fuerza de policía nacional de la República Socialista Democrática de Sri Lanka. La fuerza policial está integrada por un total de 85.000 efectivos. Es responsable de cumplir con las legislaciones de tráfico y criminales, a través de la seguridad pública, manteniendo orden y la paz en toda Sri Lanka. El gobierno de la policía es ejercido por el inspector general de Policía quién informa al directamente al ministro de Orden Público, ya que ahora el servicio de policía es competencia del Ministerio de Orden Público. El inspector general actual de policía es N.K. Illangakoon.

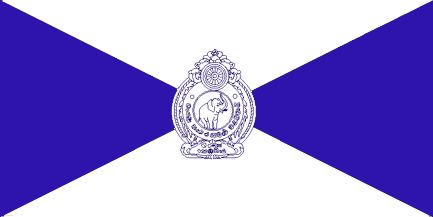
Bandera de la policía Sri Lanka